# Goślinowo (gromada)
Goślinowo – dawna gromada, czyli najmniejsza jednostka podziału terytorialnego Polskiej Rzeczypospolitej Ludowej w latach 1954–1972.
Gromady, z gromadzkimi radami narodowymi (GRN) jako organami władzy najniższego stopnia na wsi, funkcjonowały od reformy reorganizującej administrację wiejską przeprowadzonej jesienią 1954 do momentu ich zniesienia z dniem 1 stycznia 1973, tym samym wypierając organizację gminną w latach 1954–1972.
Gromadę Goślinowo z siedzibą GRN w Goślinowie utworzono – jako jedną z 8759 gromad na obszarze Polski – w powiecie gnieźnieńskim w woj. poznańskim, na mocy uchwały nr 19/54 WRN w Poznaniu z dnia 5 października 1954. W skład jednostki weszły obszary dotychczasowych gromad Modliszewo, Pyszczyn i Wełnica, ponadto miejscowości Goślinowo i Łabiszynek z dotychczasowej gromady Goślinowo oraz miejscowość Winiary z dotychczasowej gromady Winiary – ze zniesionej gminy Gniezno w tymże powiecie. Dla gromady ustalono 15 członków gromadzkiej rady narodowej.
1 stycznia 1962 z gromady Goślinowo wyłączono miejscowości Brody, Dębowiec, Gołaźnia, Róża, Strzyżewo Kościelne i Wełnica, włączając je do gromady Jankowo Dolne w tymże powiecie, po czym gromadę Goślinowo zniesiono, a jej (pozostały) obszar włączono do gromady Skiereszewo w tymże powiecie.